# Gran Sinagoga Bet Shalom
La Gran Sinagoga Bet Shalom o simplemente el Templo Bet Shalom (en hebreo: בית הכנסת בית שלום) construida en 1952 e inaugurada al año siguiente, es una sinagoga situada cerca del centro de La Habana. Gran parte del edificio original fue vendido, y sólo una parte permanece en manos de los judíos hoy en día. Se llevaron a cabo extensas reparaciones de la estructura en la década de 1990. Bet Shalom es considerada la sede de la comunidad judía cubana. El edificio también alberga una biblioteca judía.
En general, la comunidad judía ha disfrutado de la seguridad y el antisemitismo ha sido mínima. En los últimos años, Fidel Castro incluso ha asistido a la celebración de Jánuca de la comunidad.